# آیدینگتون (مینه‌سوتا)
آیدینگتون (به انگلیسی: Idington) یک منطقهٔ مسکونی در ایالات متحده آمریکا است که در شهرستان سنت لوئیس، مینه‌سوتا واقع شده‌است. آیدینگتون ۳۰ نفر جمعیت دارد و ۴۱۲٫۰۹ متر بالاتر از سطح دریا واقع شده‌است.